# Sven Z. Sundin
Sven Zakarias Sundin, född 18 december 1914 i Själevad, Västernorrlands län, död 10 maj 2006, var en svensk rektor och författare.

## Biografi
Sven Z. Sundin tog studentexamen vid Fjellstedtska skolan och skrevs in vid Uppsala universitet 1939 samt avlade filosofie kandidatexamen där 1943. Han var extra ordinarie lärare vid Hampnäs folkhögskola 1943–1947, rektor vid studiehemmet Kramfors 1947–1949, ämneslärare vid Wendelsbergs folkhögskola 1949–1953, vid Tollare folkhögskola 1953–1962 där han sedan blev tillförordnad rektor 1958–1962 respektive ordinarie rektor från 1962 till 1976.
Som skribent skrev Sundin om livsåskådningsfrågor och diverse artiklar inom pedagogik, bland annat i Psykologisk-pedagogisk uppslagsbok. Han var ordförande i Svenska Sonnenberg-kretsen, styrelseledamot i NTO:s studieförbund, suppleant i Svenska Unescorådet samt medlem av Litterära unionen. Han var ledamot i kommunfullmäktige i Boo kommun med flera kommunala uppdrag. Han var också ledamot i kyrkofullmäktige och kyrkorådet i Boo församling. Sundin disputerade 1990 i historia vid Stockholms universitet.
Sven Z. Sundin var son till hemmansägare Zakarias Sundin och Olivia, född Andersson. Han gifte sig 1947 med Birgit Agvald, med vilken han fick tre barn.